# 古今集切類
古今集切類（こきんしゅうぎれるい）は、不明歌集の巻物の断簡。現在確認されているのは、「古今集切」として伝存する3点に、同筆と考えられる後撰和歌集の断簡1点と所載歌集不明歌の断簡1点の計5点のみ。書写は11世紀か。

## 概要
1から3までは伝藤原行成筆「古今集切」として伝存したもの。
1. こひすれは
書芸文化院蔵、藍と淡藍の料紙、縦23.8cm、横17.2cm。
「こひすれはわかみそ影となりにけるさりとて人にそはぬものゆゑ」（古今・恋一・528・読人しらず）
2. わくはらに
白鶴美術館蔵、藍と薄黄色の料紙、縦23.9cm、横21.9cm。
「わくはらにとふひとあらはすまのうらにもしほたれつゝわふとこたへよ」（古今・雑下・962・在原行平）
3. いさこゝに
個人蔵、白紙の料紙、縦23.6cm、横22.8cm。
「いさこゝにわかよはへなむすかはらやふしみのさとのあれまくもをし」（古今・雑下・981・読人しらず）
4.　いなせとも
個人蔵、鳥の子素紙。伝称筆者は藤原公任。
「いなせともいひはなたれすうきものはみをこゝろともせぬよなりけり」（後撰・恋五・937・伊勢）
5. わすれてそ
サンリツ服部美術館蔵、薄赤色の料紙、縦19.2cm、横13.5cm。手鑑「草根集」に収められている。伝称筆者は藤原行成。
「わすれてそわかみありとはおもひけるたにのけふりとなりにしものを」（歌集不明）
これらには上下に似た形の虫損があり、もと一部の巻物だったと推定される。いずれも散らし書きで、決まった型はなく自在。料紙や字形などから継色紙、関戸本古今和歌集、曼殊院本古今和歌集などと同時期の作品だと考えられる。